# فردیناندو پیرو
فردیناندو پیرو (انگلیسی: Ferdinando Piro؛ زادهٔ ۱۲ ژوئن ۱۹۷۷) بازیکن فوتبال اهل ایتالیا است.
از باشگاه‌هایی که در آن بازی کرده‌است می‌توان به باشگاه فوتبال ارورا پرو پاتریا ۱۹۱۹، باشگاه فوتبال وارزه، و باشگاه فوتبال پارما اشاره کرد.